# Jan Rostworowski (poeta)
Jan Michał Maria Rostworowski (ur. 10 września 1919 w Krakowie, zm. 14 listopada 1975 tamże) – polski poeta, prozaik.

## Życiorys
Urodził się w Krakowie 10 września 1919 roku. Był synem dramaturga Karola Huberta Rostworowskiego, bratem Marka, historyka sztuki, ministra kultury i sztuki oraz Emanuela, historyka, redaktora naczelnego Polskiego Słownika Biograficznego.
Uczestniczył w kampanii wrześniowej. W 1940 roku jako żołnierz Wojska Polskiego przybył z Francji do Wielkiej Brytanii, gdzie spędził dwadzieścia osiem lat.
Jako poeta zadebiutował w 1942 na łamach londyńskiego tygodnika Wiadomości Polskie, Polityczne i Literackie będącego kontynuacją międzywojennych Wiadomości Literackich. W Anglii wydał dziewięć zbiorów wierszy i tom opowiadań. W 14. numerze Wiadomości z 8 kwietnia 1962 roku opublikował Życiorys na żądanie, do napisania którego namówił go Jan Bielatowicz z zespołu redakcyjnego. W tym samym roku opublikował w Londynie tryptyk balladowy Anna Opatowa. Wtedy też otrzymał Nagrodę Kościelskich za całokształt twórczości.
W 1968 wrócił do Polski i mieszkał w Krakowie. Zmarł 14 listopada 1975 roku. Został pochowany na Cmentarzu Salwatorskim.

## Twórczość
W Polsce ukazały się do tej pory trzy zbiory wierszy Rostworowskiego: Polowanie i inne wiersze okolicznościowe (Wydawnictwo Literackie), Z okna widać (Czytelnik), Czas nie zagryza kobiet – wybór wierszy miłosnych (Wydawnictwo Literackie).
W 1975 ukazał się tom opowiadań Życie wieczne nakładem wydawnictwa Czytelnik.
W 2008 została wydana książka zatytułowana Twórczość poetycka Jana Rostworowskiego autorstwa Andrzeja Gałowicza.

### OpowiadanieHarry Potter
W numerze 12. Życia Literackiego z 19 marca 1972, 25 lat przed debiutem wydawniczym J.K. Rowling (Harry Potter i Kamień Filozoficzny) ukazało się opowiadanie Jana Rostworowskiego zatytułowane Harry Potter. Poza tytułem nie ma żadnych podobieństw świadczących za tym, by pisarka w swej twórczości czerpała inspiracje z opowiadania Rostworowskiego.